# Бижиктиг-Хая
Сільське поселення (сумон) Бижиктиг-Хая входить до складу Барун-Хемчицького кожууна Республіки Тива Російської Федерації.

## Населення
Населення сумона станом на 1 січня року
| Рік    | 2011 | 2012 | 2013 | 2014 | 2015 |
| ------ | ---- | ---- | ---- | ---- | ---- |
| Насел. | 575  | 555  | 784  | 550  | 554  |